# Aagje Vanwalleghem
Aagje Vanwalleghem, née Ana Maria Pereira Da Silva le 24 octobre 1987 à Poção de Pedras, est une gymnaste artistique belge.

## Biographie
Née au Brésil en 1987, elle est gymnaste depuis l'âge de 5 ans.

## Palmarès

### Championnats du monde
- Anaheim 2003
  - 21e au concours général individuel.

### Championnats d'Europe
- Amsterdam 2004
  - 7e au saut de cheval.

- Debrecen 2005
  -  médaille de bronze au saut de cheval

- Turin 2009
  - 4e au saut de cheval.